# Progesterona
La progesterona, també coneguda com a P4 (pregn-4-ene-3,20-diona) és una hormona esteroide amb esquelet de pregnana (C21) involucrada en el cicle menstrual femení, l'embaràs (donant suport a la gestació) i l'embriogènesi dels humans i altres espècies. La progesterona pertany a una classe d'hormones anomenades progestàgens i la seva producció natural es dona principalment en els humans.
La progesterona s'acostuma a sintetitzar a partir d'un grup d'espècies conegudes com a nyam, del gènere Dioscorea. Les espècies d'aquest gènere produeixen grans quantitats d'un esteroide anomenat diosgenina, que pot ser transformat en progesterona al laboratori.

## Química
La progesterona va ser descoberta de forma independent per quatre grups d'investigació.
Willard Myron Allen va descobrir la progesterona juntament amb el seu professor d'anatomia, George Washington Corner, a la Universitat de Rochester Medical School el 1933. Allen primer va determinar el punt de fusió, el pes molecular i l'estructura molecular parcial. També li va donar el nom de Progesterona (Progestational Steriodal ketone).
De la mateixa forma que altres esteroides, la progesterona es compon de quatre hidrocarburs cíclics interconnectats. La progesterona conté cetona i grups funcionals oxigenats, com per exemple, dos grups metil. Com totes les hormones esteroides, la progesterona és hidròfoba.

### Animal
La progesterona es produeix als ovaris (concretament, al cos luti després de l'ovulació), les glàndules suprarenals (a prop dels ronyons) i, durant l'embaràs, a la placenta. La progesterona també s'emmagatzema al teixit adipós (greix).
En els humans, durant l'embaràs es produeix un augment de la progesterona:
- Inicialment, la font és el cos luti, que ha estat “rescatat” del conceptus per la presència de gonadotropina coriònica humana (hCG).

- Malgrat això, després de la vuitena setmana, la producció de progesterona es desplaça cap a la placenta. Aquesta segona font utilitza el colesterol matern com a substrat inicial. La major part de la progesterona produïda entra cap a la circulació materna, però una part és recollida per la circulació fetal i utilitzada com a substrat per als corticoides fetals. Cap al final de l'embaràs, la placenta produeix uns 250 mg de progesterona al dia.

- Una font addicional de progesterona són els productes làctics. Aquests contenen molta progesterona perquè a les granges lleteres les vaques són munyides durant l'embaràs, quan el contingut de progesterona a la llet és alt. Després de consumir productes làctics, doncs, el nivell de progesterona biodisponible augmenta.[6]

### Plantes
La progesterona ha estat localitzada, com a mínim, en una planta anomenada Juglans regia. Esteroides semblants a la progesterona també es troben a la Dioscorea mexicana. La Dioscorea mexicana és una planta de la família dels nyam original de Mèxic. Aquesta conté un esteroide anomenat diosgenina que s'extreu de la planta i es converteix en progesterona al laboratori. La diosgenina i la progesterona també es troben en altres espècies de Dioscorea.
Una altra planta que conté substàncies fàcilment convertibles en progesterona és la Diocorea pseudojaponica, nativa de Taiwan. Algunes investigacions han demostrat que la nyam taiwanesa conté saponines – esteroides que es poden convertir en diosgenina i després en progesterona.
Moltes altres espècies de Dioscorea de la família dels nyam contenen substàncies esteroides a partir de les quals es pot produir la progesterona. Les més destacades són la Dioscorea villosa i la Dioscorea polygonoides. Un estudi ha demostrat que la Dioscorea villosa conté 3,5% de diosgenina. S'ha demostrat mitjançant la cromatografia de gasos i l'espectròmetre de masses que la Dioscorea polygonoides conté un 2,64% de diosgenina. Moltes de les espècies de Dioscorea que provenen de la família dels nyam creixen en països que tenen climes tropicals i subtropicals.

## Síntesi

### Biosíntesi

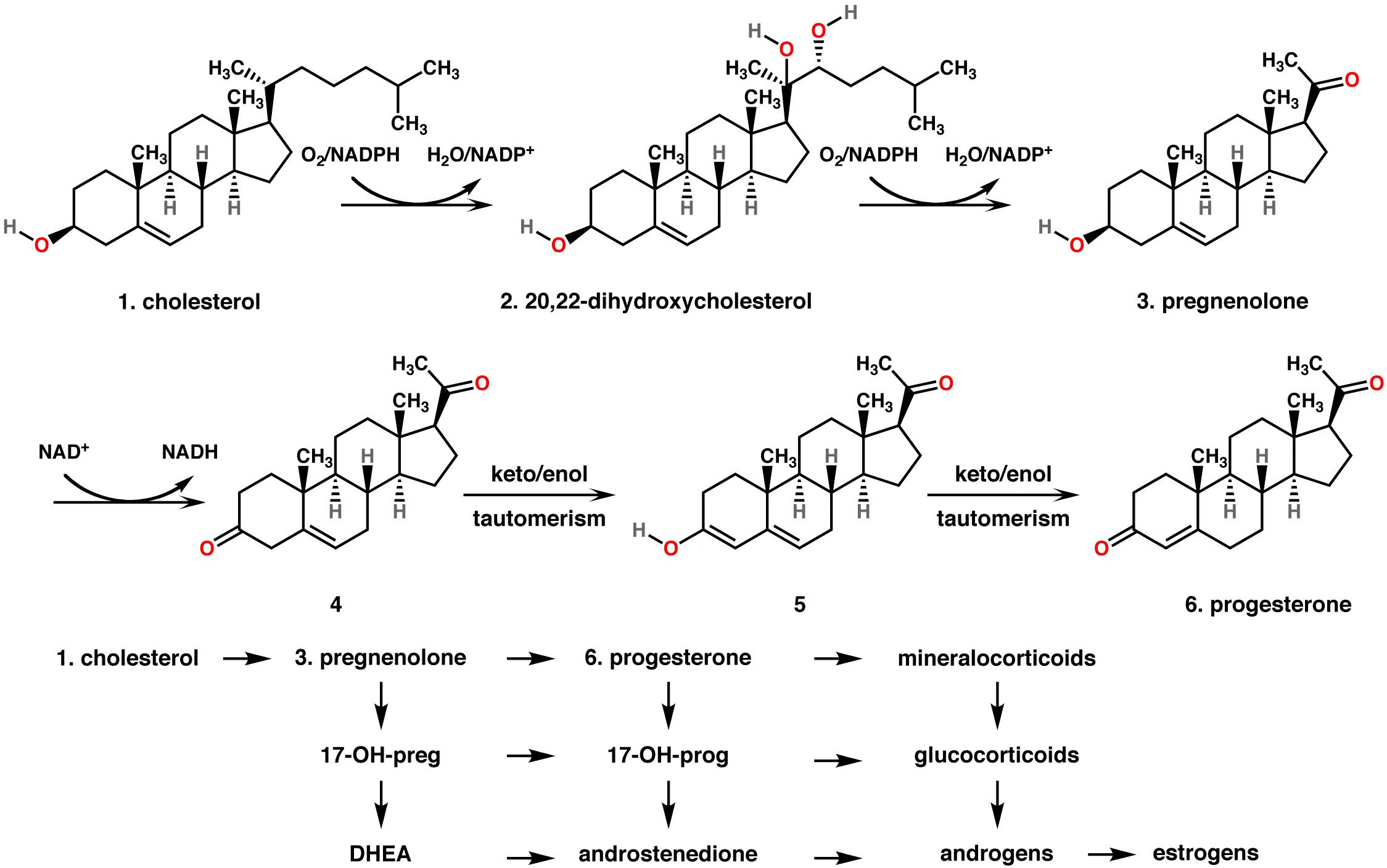
A dalt: Conversió del colesterol (1) a pregnenolona (3) i a progesterona (6).
A baix: La progesterona és important per a la síntesi d'aldosterona (mineralocorticoide), així com la 17-hidroxiprogesterona ho és pel cortisol (glucocorticoide), i l'androstenediona, pels esteroides sexuals

En els mamífers, la progesterona (6), com totes les altres hormones esteroides, se sintetitza a partir de la pregnenolona (3), que al seu torn deriva del colesterol (1).
El colesterol (1) se sotmet a una doble oxidació per produir 20, 22-dihidroxicolesterol (2). Aquest diol vecinal encara s'oxida més amb la pèrdua de la cadena lateral del C-22 per produir pregnenolona (3). Aquesta reacció és catalitzada pel citocrom P450scc. La conversió de pregnenolona a progesterona es dona en 2 passos. En primer lloc, el grup 3-hidroxil s'oxigena i es transforma en una cetona (4). En segon lloc, l'enllaç doble es desplaça des del C-5 al C-4 a través d'una reacció ceto/enol de tautomerització. Aquesta reacció és catalitzada per un 3-β-hidroxiesteroide deshidrogenasa/delta(5)-delta(4) isomerasa.
La progesterona, al seu torn, és el precursor de l'aldosterona mineralocorticoide, i després de la conversió en 17-hidroxiprogesterona (un altre progestàgen natural), del cortisol i l'androstenediona. L'androstenediona es pot convertir en testosterona, estrona i estradiol.
La pregnenolona i la progesterona també es poden sintetitzar a partir dels llevats.

### Laboratori

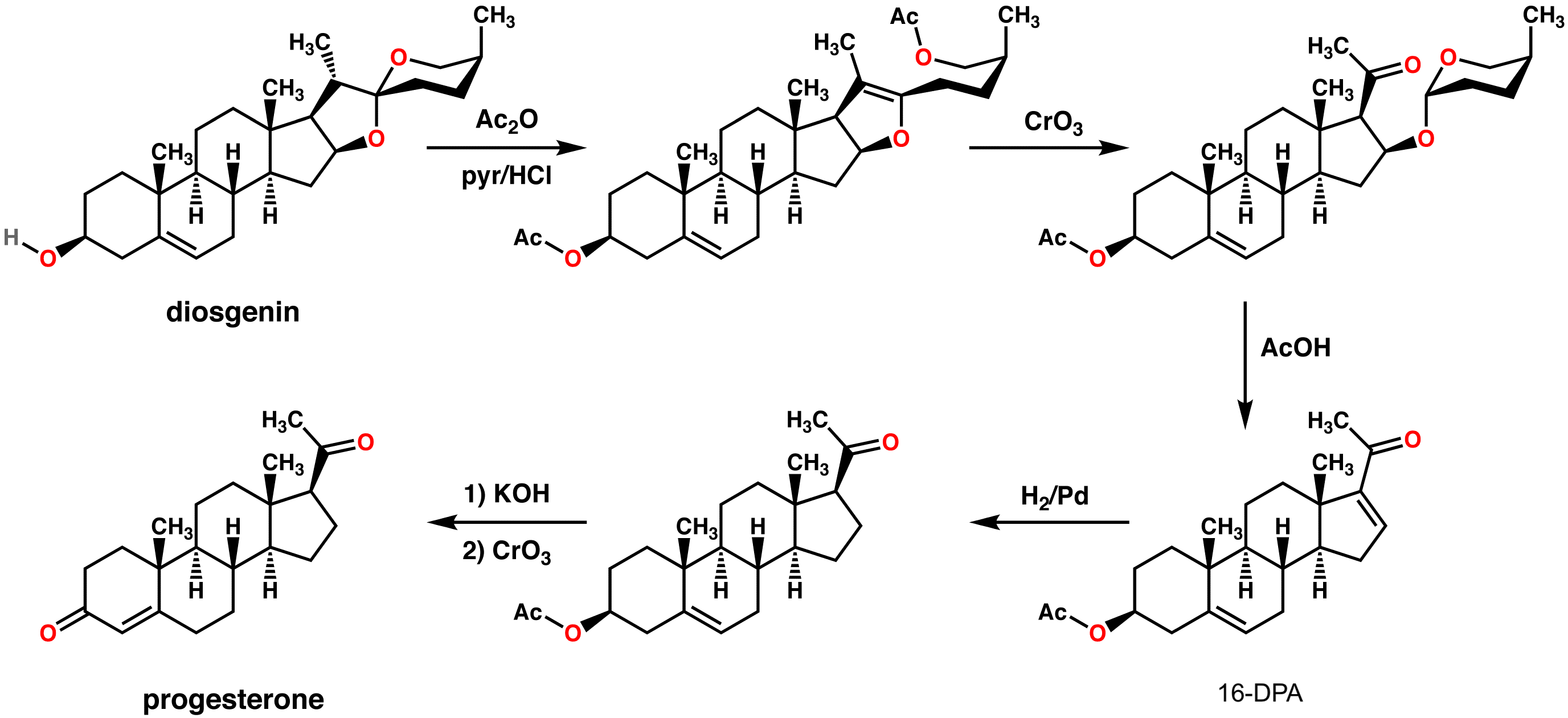
La semisíntesi de Marker de progesterona de la diosgenina.

L'any 1940, Russell Marker, químic de la farmacèutica Parke-Davis, va desenvolupar un econòmic procés de semisíntesi de la progesterona que consisteix a aïllar-la de l'esteroide diosgenina de les plantes dels moniatos (vegeu figura de la dreta). Aquesta síntesi és coneguda com la degradació de Marker. Per exemple, la cortisona pot ser simultàniament desoxigenada en la posició C-17 i C-21 tractant-la amb un tractament amb iodotrimetilsilà en cloroform per produir 11-ceto-progesterona, de la mateixa manera que pot ser reduïda a la posició 11 per cedir progesterona.

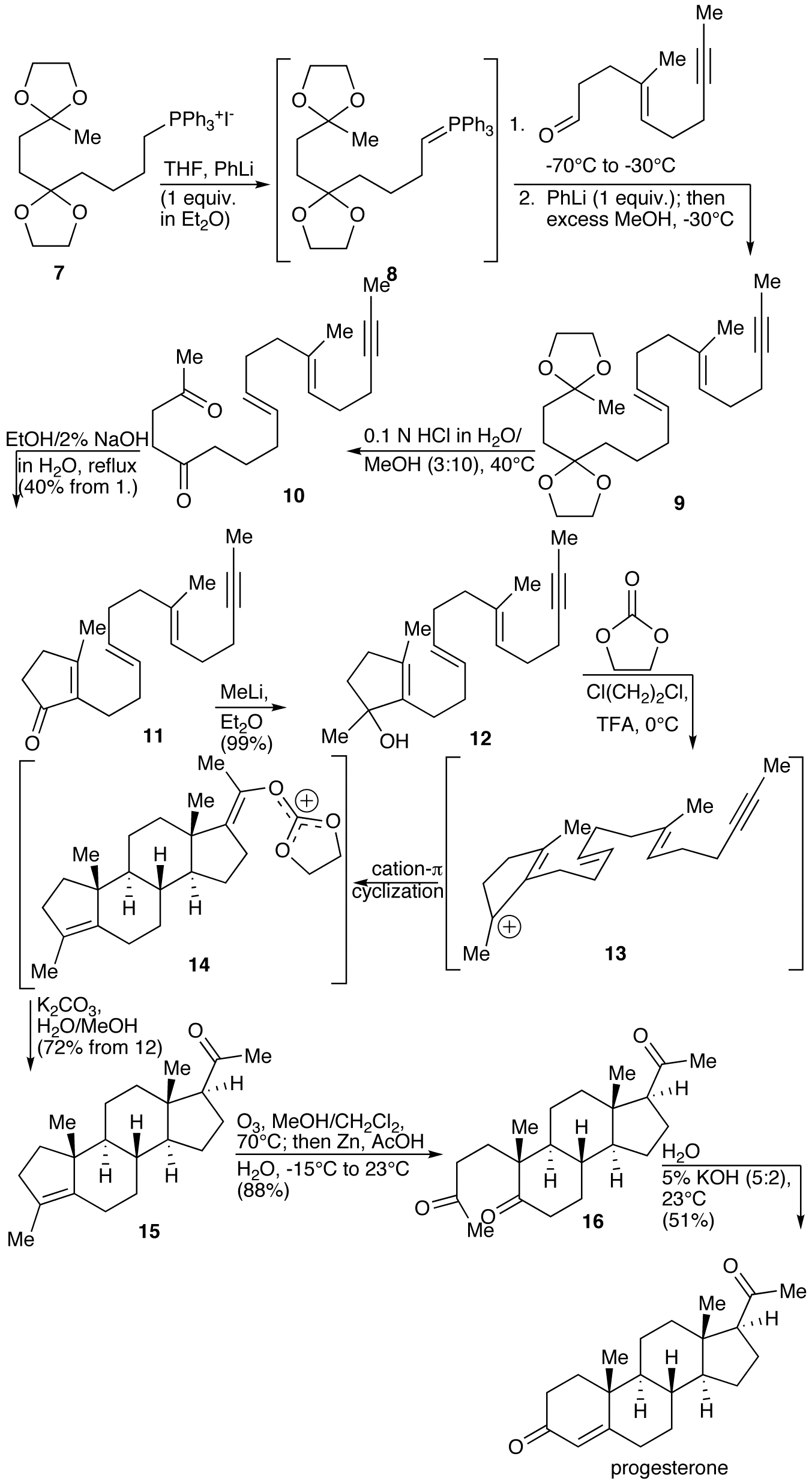
La síntesi total de Johnson de progesterona.

La síntesi total de la progesterona va ser anunciada el 1971 per W.S. Johnson (vegeu figura de la dreta). La síntesi comença quan la sal de fosfoni 7 reacciona amb el fenil-liti per produir ilur de fosfoni 8. L'ilur 8 reacciona amb l'aldehid per produir alquè9. El grup de protecció del cetal de 9 és hidrolitzat per produir dicetona 10, la qual al mateix torn és ciclada per la ciclopentonina 11. La cetona de 11 reacciona amb el metil-liti per cedir l'alcohol ternari 12 que, al seu torn, és tractat amb àcid per produir el catió terciari 13. El pas clau de la síntesi és la ciclació del π-catió de 13 en el qual els anells B-, C- i D- dels esteroides es formen simultàniament per produir 14. Aquest pas s'assembla a la reacció de ciclació del catió utilitzada en la biosíntesi dels esteroides, que des de llavors és anomenat biomimètic. En el següent pas, l'ortoèster enol és hidrolitzat per produir cetona 15. Llavors, l'anell de ciclopentè A s'obre per oxidació del ozó i produeix 16. Finalment, la dicetona 17 experimenta una condensació de l'aldol intramolecular pel tractament amb hidròxid de potassi aquós i produeix progesterona.

## Nivells
En les dones, els nivells de progesterona són relativament baixos durant la fase de preovulació del cicle menstrual, augmenten després de l'ovulació i prenen valors elevats durant la fase lútia. Els nivells de progesterona tendeixen a estar per sota de 2ng/ml abans de l'ovulació i majors de 5ng/ml després de l'ovulació. Amb l'arribada de la placenta lútia canvien els nivells de progesterona per preparar-se per l'embaràs i augmenten considerablement arribant a valors d'entre 100-200ng/l cap al final. S'ha posat en dubte si una disminució dels nivells de progesterona és fonamental per la iniciació del part i pot ser específica per cada espècie. Després del despreniment de la placenta i durant la lactància, els nivells de progesterona són molt baixos. També ho són en el nens i en les dones post-menopàusiques. Els homes adults tenen nivells similars als de les dones durant la fase fol·licular del cicle menstrual.
|  |

## Efectes
La progesterona exerceix la seva acció primària a través del receptor intracel·lular de progesterona, encara que també s'hagi postulat un altre receptor lligat a la membrana. A més, la progesterona és altament poderosa com a antagonista del receptor mineralocorticoide (MR, el receptor de l'aldosterona i d'altres mineralocorticosteroides). Aquesta funció prevé l'activació del MR unint-se a aquest receptor sobrepassant l'afinitat fins que l'aldosterona i altres corticoesteroides formin cortisol i corticosterona.
La progesterona pot comportar efectes fisiològics que s'incrementen amb la presència d'estrogen. L'estrogen, a través dels seus receptors, augmenta l'expressió dels receptors de progesterona. Elevant els nivells de progesterona també es redueix la retenció de sodi que efectua l'aldosterona, afectant la natriuresi i la reducció del volum de fluid extracel·lular. D'altra banda, la progesterona retirada s'associa amb un increment temporal de la retenció de sodi (reduint la natriuresi amb un increment en el volum del fluid extracel·lular) causat per poder compensar l'increment de la producció d'aldosterona, que lluita per bloquejar el receptor de mineralocorticoide amb l'elevat nivell de progesterona del principi.

### Sistema reproductor
La progesterona té efectes clau en la via de senyalització no genòmica de la migració de l'esperma humà a través del tracte de la femella abans de la fertilització; això no obstant, els receptors encara es mantenen no identificats. La caracterització detallada de com succeeix aquest procés en resposta a la progesterona va explicar certs successos com els mantinguts canvis transitoris del calci intracel·lular i les lentes oscil·lacions d'aquest, que actualment es creu que fan possible la regulació de la mobilitat.
A vegades, la progesterona també s'anomena “hormona de l'embaràs”, ja que té algunes funcions relacionades amb el desenvolupament del fetus:
- Fa que l'endometri romangui en estat de secreció per preparar-se per la implantació de l'embrió a l'úter. Al mateix temps, la progesterona afecta l'epiteli vaginal i el mucus cervical, fent-lo gruixut i impenetrable per l'esperma. Si l'embaràs no s'esdevé, els nivells de progesterona començaran a decréixer causant la menstruació. Aquest procés té lloc en els éssers humans.
- Durant la implantació i la gestació, la progesterona sembla disminuir la resposta immunitària materna per permetre l'acceptació de l'embaràs.
- Disminueix la capacitat de contracció del múscul llis de l'úter.[29]
- Inhibeix la lactància durant l'embaràs. La disminució dels nivells de progesterona després del part és un dels factors desencadenants de la producció de llet.
- La caiguda en els nivells de progesterona és, possiblement, un pas que afavoreix l'inici del part.

El fetus metabolitza progesterona placentària en la producció d'esteroides adrenals.

### Sistema nerviós
La progesterona, de la mateixa manera que la pregnenolona i la dehidroepiandrosterona, pertany al grup dels neuroesteroides. Pot ser sintetitzada pel sistema nerviós central i també pot ser precursor d'un altre esteroide important: l'alopregnanolona.
Els neuroesteroides afecten el funcionament sinàptic, són neuroprotectors i també afecten la mielinització. Són investigats pel seu potencial per millorar la memòria i la capacitat cognitiva. La progesterona afecta la regulació dels gens apoptòtics.
El seu efecte com a neuroesteroide és el d'inhibir principalment la via GSK-3 beta (altres inhibidors de GSK-3 beta inclouen estabilitzadors del mode bipolar, liti i àcid valproic).

### Altres síndromes
- Increment del factor de creixement epidèrmic-1, un factor que sovint s'utilitza per induir la proliferació i mantenir els cultius de les cèl·lules mare.
- Augment de la temperatura central (funció termogènica) durant l'ovulació.
- Reducció dels espasmes i relaxació de la musculatura llisa. Els bronquis són eixamplats i la mucositat, regulada (els receptors de progesterona es troben abundantment al teixit submucós).
- Funció d'agent antiinflamatori i regulació de la resposta immunitària.
- Disminució de l'activitat de la vesícula biliar.[31]
- Normalització de la coagulació de la sang i el to vascular, els nivells de zinc i coure, el nivell d'oxigen cel·lular i l'ús dels reservoris de greix per a l'obtenció d'energia.
- Efectes en la salut de les genives, incrementant el risc de patir gingivitis (inflamació de les genives) i càries dentals.
- Possible prevenció del càncer d'endometri (inclòs el revestiment de l'úter) mitjançant la regulació dels efectes de l'estrogen.

## Efectes adversos
La progesterona en forma de píndola de 400 mg pot causar un augment de la retenció de líquids, que pot desembocar en epilèpsies, migranyes, asma i disfunció cardíaca o renal. Els coàguls sanguinis que es poden donar en accidents cerebrovasculars i atacs de cor, que poden conduir a la mort o a la discapacitat a llarg termini, i que poden desenvolupar una embòlia pulmonar o un càncer de mama, també es poden desenvolupar com a resultat de la teràpia amb progesterona. La progesterona s'associa a un major risc de trastorns trombòtics com ara la tromboflebitis, els trastorns cerebrovasculars, l'embòlia pulmonar i la trombosi de retina.
Els efectes adversos més freqüents són les rampes, dolor abdominal, dolor ossi, dolor perineal, mal de cap, artràlgia, restrenyiment, disparèunia, nictúria, diarrea, nàusees, vòmits, augment de pit, dolor en les articulacions, flatulència, sufocacions, disminució de la libido, la set, augment de la gana, nerviosisme, somnolència i micció excessiva durant la nit. També produeix efectes psiquiàtrics com la depressió, canvis d'humor, inestabilitat emocional, agressivitat, plor anormal, insomni, manca de memòria i trastorns de la son.
També poden ocórrer altres efectes adversos menys freqüents com al·lèrgies, anèmia, inflor, fatiga, tremolors, urticària, dolor, conjuntivitis, marejos, vòmits, miàlgies, dolor d'esquena, dolor de pit, pruïja genital, infecció per fongs genitals, infecció del tracte respiratori superior, cistitis, disúria, astènia, xeroftàlmia, síncope, dismenorrea, tensió premenstrual, gastritis, infecció urinària, flux vaginal, faringitis, sudoració, hiperventilació, sequedat vaginal, dispnea, febre, edema, símptomes gripals, sequedat de boca, rinitis, mal de cames, decoloració de la pell, trastorns de la pell, seborrea, sinusitis i acne.
Les investigacions actuals suggereixen que la progesterona té un paper important en la senyalització de l'alliberament d'insulina i la funció del pàncrees, i que pot afectar la susceptibilitat a la diabetis. S'ha demostrat que les dones amb alts nivells de progesterona durant l'embaràs tenen més probabilitats de desenvolupar alteracions de la glucosa.

## Aplicacions mèdiques

Esteroidogènesi, mostrant la progesterona entre progestàgens en la zona groga

L'ús de la progesterona i els seus anàlegs té moltes aplicacions mèdiques, tant per fer front a situacions complicades com per fer front a la disminució a llarg termini dels nivells naturals de progesterona. A causa de la baixa biodisponibilitat de progesterona per via oral, moltes de les progestines sintètiques han estat dissenyades amb una biodisponibilitat oral millorada.
Progesteone va ser aprovat per l'Administració d'Aliments i Fàrmacs dels Estats Units com a gel vaginal el 31 de juliol de 1997,
com a càpsula oral de 14 de maig de 1998,
en forma d'injecció el 25 d'abril de 2001 i com una inserció vaginal el 21 de juny de 2007.

### Biodisponibilitat
La via d'administració influeix en l'efecte del medicament. Administrada via oral, la progesterona té una àmplia variabilitat de persona a persona en l'absorció i biodisponibilitat, mentre que les progestines sintètiques s'absorbeixen ràpidament amb una vida mitjana més llarga que la progesterona i mantenen nivells estables en la sang.
La progesterona no es dissol en aigua i no s'absorbeix bé via oral si no es micronitza en oli. Els productes es venen sovint en forma de càpsules que contenen progesterona micronitzada en oli. La progesterona també es pot administrar a través de supositoris vaginals o rectals, transdèrmica a través d'un gel o crema, o per injecció (encara que aquest últim sistema té una vida mitjana curta, que requereix l'administració diària).
La progesterona natural, producte derivat del nyam, no requereix recepta mèdica, però no hi ha proves que el cos humà pugui convertir el seu principi actiu (diosgenina, un esteroide vegetal que es converteix químicament per produir progesterona industrial) en progesterona.

### Usos específics
- La progesterona s'utilitza per propiciar l'embaràs en els processos de Tecnologia Reproductiva Assistida (ART) com la Fertilització In-vitro (IVF). Mentre que les injeccions intramusculars diàries de progesterona en oli (PIO) han estat la ruta estàndard d'administració, la utilització de les injeccions de PIO durant l'embaràs no estan aprovades per la FDA. Una metanàlisi recent ha mostrat que la ruta intravaginal amb una dosi i una freqüència de dosificació apropiades és equivalent a injeccions intramusculars diàries.[43] A més, un estudi recent de casos aparellats que compara la progesterona vaginal amb les injeccions PIO ha mostrat que les taxes de nascuts vius són gairebé idèntiques en ambdós mètodes.[44]
- La progesterona s'utilitza per controlar el sagnant anovulatori. També s'utilitza per preparar folres de l'úter en teràpies d'infertilitat i per reforçar els embarassos prematurs. Les pacients amb avortaments recurrents degut a la producció inadequada de progesterona n'haurien de rebre.
- S'està investigant la progesterona com a agent potencialment beneficiós en el tractament de l'esclerosi múltiple, ja que durant l'embaràs s'interromp la deterioració del nervi mielina insulació quan els nivells de progesterona augmenten; la deterioració comença una altra vegada quan els nivells disminueixen.
- La progesterona vaginal dosificada també està essent investigada com a agent potencialment beneficiós en la prevenció del part prematur en dones amb risc de naixements prematurs. L'estudi inicial per Fonseca suggerí que la progesterona vaginal podia prevenir el naixement prematur en dones amb una història de naixements prematurs.[45]

Un estudi subsegüent i més elaborat mostrà que la progesterona vaginal no és millor que el placebo a l'hora de prevenir un naixement prematur recurrent en les dones amb historial de naixements prematurs previs, però una segona anàlisi de les dades d'aquest experiment mostrà que les dones amb coll d'úter curt a l'inici de l'experiment obtenien dos tipus de benefici: una reducció dels naixements de menys de 32 setmanes i una reducció en la freqüència i el temps que els nadons es trobaven sota cures intensives. En un altre experiment, es mostrà que la progesterona vaginal era millor que el placebo a l'hora de reduir els naixements prematurs que es donen abans de les 34 setmanes en dones amb un coll d'úter molt petit a l'inici. Un editorial de Roberto Romero discuteix el paper de la llargada cervical sonogràfica a l'hora d'identificar pacients que es podrien beneficiar d'un tractament de progesterona.
- La progesterona és utilitzada en la teràpia hormonal des d'homes a dones transsexuals i altres dones amb condicions d'intersexualitat – especialment quan els progestàgens sintètics han resultat inefectius o han causat efectes secundaris – ja que el teixit dels pits no es pot desenvolupar excepte en presència de progestagen i estrogen. El teixit de les glàndules mamàries és fibròtic; la forma del pit, cònica i l'arèola, immadura. La recerca citada en contra d'aquest valor es va dur a terme utilitzant Provera, una progestina sintètica. La progesterona també té un paper en l'elasticitat de la pell i la resistència òssia, en la respiració, en el teixit nerviós i en la sexualitat femenina, i la presència de receptors de progesterona en certs músculs i el teixit adipós pot insinuar un paper en les proporcions sexualment dimòrfiques d'aquests.[50]
- Els antagonistes del receptor de progesterona, o moduladors selectius del receptor de progesterona (SPRM), com ara el RU-486 (mifepristona), es poden utilitzar per prevenir la concepció o induir avortaments mèdics.

Nota: aquells mètodes de contracepció hormonal no contenen progesterona, sinó progestagen.
La progesterona pot afectar el comportament dels homes.
La progesterona està començant a ser utilitzada en el tractament de la pell en condicions d'hidradenitis supurativa.

### Envelliment
Com la majoria de la progesterona en els homes es crea durant la producció testicular de testosterona, i la major part en les dones, pels ovaris, el tancament (tant per mitjans naturals o químics) o l'eliminació d'aquests causa inevitablement una reducció considerable dels nivells de progesterona.
La tendència de la progesterona a tenir un efecte regulador, la presència de receptors de progesterona en molts tipus de teixit del cos i el patró de deteriorament (o formació de tumors) que augmenta en els últims anys quan els nivells de progesterona disminueixen, està impulsant la recerca global del valor potencial per mantenir els nivells de progesterona en homes i en dones.

### Dany cerebral
Estudis previs han mostrat que la progesterona dona suport al desenvolupament normal de les neurones al cervell, i que l'hormona té un efecte protector en el teixit cerebral perjudicat. S'ha observat en models animals que les femelles han reduït la susceptibilitat a la lesió cerebral traumàtica i s'ha formulat la hipòtesi que aquest efecte protector és causat per l'augment dels nivells de circulació de l'estrogen i la progesterona en femelles. Un nombre addicional d'estudis d'animals han confirmat que la progesterona té efectes neuroprotectors quan és administrada poc després de la lesió cerebral traumàtica. Altres resultats encoratjadors també s'han mostrat en assajos clínics humans.
El mecanisme dels efectes protectors de la progesterona pot ser la reducció de la inflamació que segueix el traumatisme cerebral.